# ルパン三世 PART6
『ルパン三世 PART6』（ルパンさんせい パートシックス）は、モンキー・パンチによる漫画作品『ルパン三世』を原作とした日本のテレビアニメシリーズの6作目。『ルパン三世』のアニメ化50周年記念作品。2021年10月10日から2022年3月27日まで、日本テレビ系列ほかにて放送された。多数の作品があるため、本項では本作を含めTVシリーズに関しては便宜上『TV第○シリーズ』と表記する。
キャッチコピーは、「この男、悪人か、ヒーローか」。「その事件には、裏がある──」。「欺かれるのは、俺か―お前か―」。

## 概要

### 製作
『ルパン三世 PART5（TV第5シリーズ）』から3年ぶりとなるテレビシリーズである。製作には『TV第5シリーズ』と同じく製作委員会方式が用いられている。クールごとにテーマとなるキーワードが設定されており、第1クールは原点である『アルセーヌ・ルパン』シリーズや原作で大切にされてきた要素の一つである「ミステリー」を、第2クールは「女」をキーワードにしている。
製作・放送決定の発表は、原作者のモンキー・パンチの誕生日である5月26日に行われた。また、アニメ化50周年記念企画として、抽選で5名に本作への出演権が与えられるというTwitterを利用したファン参加型の応募企画も実施されることが発表された。
『PART4（TV第4シリーズ）』および『TV第5シリーズ』からはスタッフが一新され、監督は『ルパン三世 プリズン・オブ・ザ・パスト』で演出を担当した菅沼栄治が起用され、キャラクターデザインは過去のTVSP『グッバイ・パートナー』『プリズン・オブ・ザ・パスト』でキャラクターデザインを担当した丸藤広貴が担当する。また、本作のアニメーション制作はトムス・エンタテインメント単独に戻っている。
シリーズ構成は第1クールは大倉崇裕が、第2クールは村越繁が担当。第1クールの内容は大倉が執筆するメインストーリーとゲスト脚本家によるオムニバスエピソードで構成されており、オムニバスエピソードのゲスト脚本家として押井守、辻真先、芦辺拓、樋口明雄、湊かなえが参加した。

### 服装デザイン
『ルパン』アニメ放送開始50周年記念作として本作でのルパンは、テレビシリーズとしては『TV第1シリーズ』（1971年-1972年放送）以来となる緑のジャケットを標準衣装として着用している。ルパン以外のキャラクターについては『TV第2シリーズ』の服装に近いものになっており、次元のネクタイは黒、五ェ門は水色の着物、銭形は茶色系統の服装になっている。
なお、第17話では、ルパン本人たちが着用しているわけではないが、過去のテレビシリーズの衣装デザインが登場している。

### 小林清志の勇退
当作の初回放送である第0話「EPISODE 0 ―時代―」をもって、アニメ版ではパイロットフィルムから唯一、次元大介役として参加し続けた小林清志が50周年の節目もあり勇退した。なお、小林による次元の最後のセリフは「少々、火薬が強過ぎたか。」であった。同時にそれ以降の放送回から大塚明夫に交代することが発表された。なお、第0話のみ監督は過去のシリーズで原画や演出などを務めた富沢信雄が、キャラクターデザインは『PART4』『PART5』を担当した横堀久雄が、脚本は『PART4』シリーズ構成の高橋悠也が担当しているなど一部スタッフが異なっている。エンディングには『TV第2シリーズ』の後期オープニングテーマ「ルパン三世’80」が使用された。

### ルパンの娘とのコラボレーション
本番組と同時期にフジテレビが制作したテレビドラマの映画版である『劇場版 ルパンの娘』の公開が予定されていたことから、両者を盛り上げる目的で電通による仲介でコラボレーションが実現。SNSやYouTubeなどによるプロモーションが行われた。

## あらすじ
※ここではオムニバスエピソードのあらすじは省略する。

### 第1クール
舞台はロンドン。発端は、第二次世界大戦後にイギリス政府を陰で支配していると言われている秘密組織「レイブン」の隠し財宝に繋がる一枚の映画ポスターだった。
ロンドンに住む紳士・フォークナー卿は仕事場からその一枚絵を持ち出すが、誰かと待ち合わせていたところをスコットランドヤードに取り押さえられる。そこに現れたロンドンの名探偵の名を継承する諮問探偵シャーロック・ホームズは、そのフォークナー卿はアルベール・ダンドレジーの変装した偽物であることを看破する。MI6まで現れ追い詰められたアルベールは自決を図るも旧知の仲であるルパン三世に助けられ、彼に例の一枚絵を持ち去られる。ルパン一味も一枚絵を狙っていたのだ。
14歳の少女リリー・ワトソンと暮らすホームズは、10年前に起きた事件を機に探偵として一線を引いていたが、一枚絵を持ち出したことで追いかけられるルパンに遭遇。ルパンを目の当たりにしたリリーは気を失い、ホームズはルパン一味に挑戦する。
一枚絵にはどんな秘密が隠されているのか?10年前に一体何が起こったのか?そしてルパンとホームズの因縁とは?

### 第2クール
レイブンの秘宝を巡る事件からしばらくして。ニューヨークのマンションでゴロゴロ過ごしていたルパンはある時、不二子からの紹介で盗品オークションに出品されるお宝の数々を聞かされる事になるが、その中の一つである赤く輝く宝石を見たルパンは、目の色を変えるかの様な表情を見せる。
次元や不二子は赤い宝石を見てからのルパンの様子がおかしい事に気付くが、実はその赤い宝石は、子供の頃のルパンが過ごしていた屋敷に保管され、ある「女」によって盗まれたお宝の一つであり、ルパンは何が何でも取り戻そうとする。老人に変装したルパンはオークションの行われる場所を下見するが、そこに飾られている花に興味を惹かれた事で、花の展示を行った花屋で働く少女マティア・ファーラーと関りを持つ事になる。一方、いくら調査しても赤い宝石の出品者は突き止められず、出品者の正体を知るには宝石を盗むしかないと判断したルパンは、オークション会場の襲撃計画を立てる。
オークション当日、警官に変装したルパン、次元、五ェ門の三人は、徹底した厳重な警備の敷かれているオークション会場の外に待機。あらかじめ仕組んでいた超小型の虫型のドローンを用いたトリックによってオークション会場を混乱させ、その隙に本物の警察官達を扇動しオークション会場へ乗り込むが、そこへ謎の赤毛の女・メルセデス率いる女強盗団「エルヴィラ」が襲撃。テロも同然の容赦無いやり方を行使するエルヴィラによって、ルパンの狙っていた宝石を始めとする出品されたお宝は全て奪われ、ルパンは変装を解いてメルセデスの追跡を行う。その光景をICPOの若手女性捜査官であるアリアンナが目撃するが、なぜか彼女は警察官達にルパンの追跡を指示しようとしなかった。
ルパンとエルヴィラの戦いを映像や街中、窓から様々な「女」達が感情の無いかの様な冷たい目で見る中、宝石を持ったメルセデスを追い詰めようとするルパンであったが、メルセデスと思われていたのは彼女の影武者で、その影武者を平然と巻き添えにして殺す形でメルセデスはルパンに攻撃。吹き飛ばされた宝石に手を伸ばそうとするルパンであったが、眼下に花屋の仕事をしていたマティアがいた事に気付き、彼女が瓦礫の下敷きになりそうだった事から、ルパンは宝石を諦めてマティアの救出を優先する。
瓦礫の破片で頭部を負傷したマティアを介抱する中、宝石を手に入れて勝ち誇ったメルセデスが現れ、「ルパン三世、アンタの時代は終わったよ。トモエに教えを乞うた割にはガッカリだね…」と、ルパンを心底侮蔑する言葉を言い放って去っていく。駆け付けた次元達から「トモエ」と呼ばれた女性について心当たりがあるのかと問われたルパンは、その女性が自分の「母親」である事を告げるのだった…。
果たしてエルヴィラを率いるメルセデスの目的は？そしてルパンとエルヴィラの戦いを見ていた「女」達は一体何を思っているのか？

## 登場人物

### メインキャラクター
ルパン三世
声 - 栗田貫一
アルセーヌ・ルパンを祖父に持つ神出鬼没の大泥棒である主人公。
第0話のみ『TV第4シリーズ』『TV第5シリーズ』で着ていた青のジャケット&濃いピンクのネクタイだったがそのラスト以降から『TV第1シリーズ』『カリオストロの城』『風魔一族の陰謀』で着用した緑のジャケット&黄色のネクタイに着替えた。
第1クールでは次回予告を行う。
第2クールにおいて、幼少期にトモエから盗みの技術を教わっており、この時同時に催眠にかけられかけるも失敗していた、という過去があきらかになる。またこの時催眠にかけるためのキーワードを植え付けられており、移動先の様々な女性からキーワードを一文ずつ話されることで催眠にかかり、トモエの元へ向かっていった。なお、催眠自体はトモエの元へ向かう途中で一味の仲間のことを思い出して解けており、一味の仲間と共に芝居を行うことでトモエに近づき、最後はトモエを射殺した。
次元大介
声 - 小林清志（第0話）、大塚明夫（第1話以降）
お馴染みのルパンの相棒で凄腕の早撃ちガンマン。
石川五ェ門
声 - 浪川大輔
斬鉄剣を愛用する居合い斬りの達人。
峰不二子
声 - 沢城みゆき
自他共に認める自分の欲望に忠実な女盗賊。
第2クールでは（出番がない回も含め）次回予告を行う。
銭形警部
声 - 山寺宏一
ルパンの永遠のライバルである敏腕警部でICPOに出向しているルパン専任捜査官。
アニメ作品としての前作にあたる『プリズン・オブ・ザ・パスト』に続いて、本作でも銭形警部専用車として2代目ダットサン・ブルーバードの日本仕様パトカーを乗り回している。

### 過去作から登場するキャラクター
八咫烏五郎
声 - 島﨑信長
『TV第5シリーズ』でレギュラーキャラクターとして初登場し、本作でも準レギュラーキャラクターとして登場。ICPOに所属する銭形の部下。
アルベール・ダンドレジー
声 - 津田健次郎
『TV第5シリーズ』でレギュラーキャラクターとして初登場し、本作では第1クールにてゲストとして登場。アルセーヌ・ルパンの末裔の1人で、ルパン三世とは旧知かつ因縁の相手。表向きの顔はフランス司法警察中央局長。
ロンドンに潜入してフォークナーに変装し、秘密組織「レイブン」のお宝に繋がる絵を盗むが、ホームズの介入によってスコットランドヤードとMI6に追われる羽目になり、負傷して追い詰められたところをルパンに救出される。その後は迎えに来た部下の手引きでフランスに戻り病院で療養している。

### 今作オリジナルキャラクター

#### 第1クール
シャーロック・ホームズ
声 - 小原雅人
ロンドンを拠点に活動し、諮問探偵と呼ばれる中年の紳士。推理力はその名に恥じず、ルパン一味とも互角に渡り合える程の格闘や射撃の腕を持ち、バイクのテクニックにも秀でている。
スコットランドヤードと協力して数々の大事件を解決してきたが、10年前に関与した事件で相棒だったワトソンを喪い、それを機に探偵としては一線を退いた（この事件にルパンも居合わせており因縁が生じた）。ワトソンの娘リリーを引き取って以降は彼女の保護を最優先とする暮らしに切り替え、浮気調査やペット探しといった小さな仕事を主に請け負っている。その分市井での評判は良く、町の人々と親密に交流し互いに助け合っている。
ルパン三世と同様に、先人の名跡を受け継いだ人物とされている。ルパン三世と異なり現在のホームズが何代目か、どのような基準で襲名を許されるかといったことは明らかにされていない。
リリー・ワトソン
声 - 諸星すみれ
本作の第1クールのゲストヒロイン。ホームズと同居する14歳の少女。普段は学校に通っており、ホームズを助けるために事件のネタを拾ってくるなど度々奔走している。
10年前の事件によって父親を失っている。リリーは犯人の顔を目撃していたが、父親を失ったショックで事件に関する記憶を失っており、彼女の記憶が本作の重要な要素となっている。本編では時間経過とともに徐々に記憶が戻りつつあり、事件現場にいたルパンを目撃したことでそれが加速する。
レストレード
声 - 志村知幸
スコットランドヤードに所属する警部。ホームズとは親しい仲で、捜査中の事件の調査を依頼することもある。普段は穏やかな性格だが、MI6の秘密主義には頭を悩ませている。
ルパン三世の出現を受け、ロンドンへ渡ってきた銭形と手を組む。
12話にてリリーの父親・ワトソンを殺害した犯人であり、レイブンの一員であることが判明する。記憶の戻った真実を明かされてレイブンの財宝を手に入れようと体に爆弾を巻き付けてルパンたちを脅すも、宝は使い物にならない不発弾ということが分かり、そんな物の為にワトソンを殺害したことにショックを受ける。そしてリリーへの謝罪の言葉を口にして橋から身を投げ爆発する最期をとげる。
ハドソン
声 - 園崎未恵
ホームズとリリーの住むアパートの女主人。
ジョン・H・ワトソン
声 - 西村太佑
故人。ホームズの過去の相棒で、リリーの父。
セバスチャン・モラン大佐
声 - 金尾哲夫
傭兵上がりの凄腕の狙撃手。特殊な空気銃を武器とする。「教授」と呼ばれる人物に雇われホームズを狙う。
ジェームズ・モリアーティ教授
声 - 石田彰
新興の犯罪組織を率いている「教授」と通称される犯罪コンサルタント。少年のような小柄の体格をしている。英国の犯罪地図を塗り替えるべく暗躍しているという。
ルパンとは本編への登場以前から既に旧知である。
第1クールでは第12話にてルパンと少し会話するのみの登場となっている。第2クールでは23話にてルパンがトモエの元に向かった際に自分の思い描く犯罪地図にはルパンが必要でここで退場してもらっては困るという理由で次元と五ェ門にルパンの居場所を伝えるという形で2人を援助した。

#### 第2クール
マティア・ファーラー
声 - 清水理沙
ニューヨークの花屋で働く儚げな印象を持った女性。元はごく普通の会計士に過ぎなかったらしいが、新しい事にチャレンジしたいという理由から花屋に転職している。花屋としてのコーディネート能力に優れており、ルパンもオークション会場に飾られた花を一目見て気に入っている程。
オークションの宝石を盗む仕掛けをするため、老人に変装して接触してきたルパンと関わりを持つ事になるが、その後のオークション会場でのルパンとエルヴィラの戦いの際、花の片付けをしていた事から騒動に巻き込まれてしまい、頭部を負傷してしまうが、間一髪の所をルパンに救われる。
入院中、騒動に巻き込んだことに責任を感じたルパンが変装をばらした上で訪れている。
実はその正体は殺し屋。花屋の転職理由も嘘であり、実際は素性を隠すためのもの。彼女もトモエから殺しについての教育を受けており、コトルニカ共和国に渡りヘイゼルを暗殺するなど秘密裏に行動している。
他の女と同じくトモエに教育と共に催眠誘導を受け、ルパンにキーワード「変わらぬ愛」を伝えた。しかし、ニューヨークにてルパンとエルヴィラの戦いで頭部を負傷したことによって正気に戻っており、自分の人生を歪めたトモエを殺害するため行動を始めていた。
第24話にてルパンに射殺されたトモエをナイフでめった刺しにし、更にルパンにも襲い掛かるも、最後はルパンの説得で止まり、途中で現れた銭形によって逮捕された。
アリアンナ
声 - 森なな子
ICPOの女性捜査官。八咫と共に銭形警部の部下としてルパンの逮捕に執念を燃やしている。
ヘイゼルが殺害された際犯人であるマティアと接触し、現場の証拠からマティアを怪しんだ際、マティアに襲われ負傷してしまう。
実は彼女もトモエから教育と催眠誘導を受けており、マティアに襲われたあと、ルパンを催眠にかけるための最後のキーワード「永遠の…愛」を録音機越しに話すことで、ルパンを催眠にかけた。
マティアによる負傷で生死の境をさまよっていたが、第24話にて意識を取り戻し、無事回復している。
メルセデス・カミロ
声 - きそひろこ
謎の強盗集団「エルヴィラ」を率いる赤毛の女性。
ルパンの事を敵視しており、彼と同様に盗みにおいてハイテク技術も駆使するが、人的被害を全く出さずに盗むルパンとは反対に、ロケットランチャーや装甲車といった武器を多用し、罪の無い民間人を巻き添えにしたテロ同然の破壊活動も辞さない冷酷で残虐非道な性質を持った危険人物である。自身の影武者として使い捨てにする為に部下達に自分と同じ姿の変装をさせており、捨て石どころか自分の手で殺す様な行いさえ平然と行う。
第14話で、ルパンにアジトを発見されてしまい、勝負を仕掛けたが、最後は自身の負けを認めた。
ルパンと同じようにトモエから教育を受けており、「敵を欺く際は二重三重に策を練る事、誰に対しても油断はしないこと」とルパンに言ったものと同じ言葉が書かれた手紙を持っていた。ルパンに与えたキーワードは「母の愛」。
第23話にて、尋問中にトモエの出身地に関する話題を出したことで、銭形がトモエの居場所を突き止める要因となった。
第24話のラストでは脱獄し、部下と共に車に乗っている。トモエによる催眠誘導はトモエの死、あるいはキーワードをルパンに話す目的を果たしたことで解けたらしくルパンへの興味が一切失われており、自分でもなぜ執着していたのか分からない、と語っている。
トモエ
声 - 一柳みる、深見梨加（回想）
ルパンの幼少期、「ルパン」の名を継ぐ資格があるか確かめる目的でルパンの祖父から教育係として雇われた女性。着物を着ており日本人と思われるが、名前はカタカナで表記され漢字は不明。ルパンはトモエの事を「母親」と称しているが、これは「教え子はみんな私の子供」という持論に基づき、命を懸けてでもルパンの世話を焼いていたことから呼んでいるものであり、血縁関係は無い。「人を欺く際は二重三重に策を練る事、誰に対しても決して油断はしないこと」と教育し、ルパンに泥棒としての様々な能力を身につけさせた。
ある日、なぜかルパンの家から赤いダイヤを盗み、使用人の銃撃を受けて崖から転落した。ルパンは長年この出来事によって死亡したと考えていたが、メルセデスからトモエに関する話を聞き、生存している可能性を考え始めた。
メルセデスもルパンと同じくトモエから教えを請いている。その後も様々な女に教育係として関わっていることが明らかになっていく。
また時には洗脳じみた行為を行い好意を持つ相手をすり替えたり、殺し屋を仕立て上げターゲットを殺害後に自殺させることで証拠を隠滅させるなど、不可解な行動が見られる。
その正体は言語と思想のスペシャリストであり、言語によって催眠に近い状態を作り出し、「こうしなければならない」という義務感を植え付けることで相手の人生を操る、ということを行っていた。「教え子はみんな私の子供」という持論も、最終的に催眠によって自分がトモエと実の親子である、という認識を作り出すための物。ルパンがトモエを母親と称しているのはこの催眠が途中で失敗し、中途半端に認識が歪んだ為である。
その目的は、かつて教育係を行っていた際に一度催眠にかけることに失敗したルパンを手中に収める事。様々な女に教育係として関わっていたのは、以前に教育の傍らでルパンに植え付けた催眠にかけるキーワードを、一文ずつルパンに向かって喋らせるためである（内容は愛に関する言葉である）。
なお、ルパンの家にて銃撃を受け崖から転落したのは、催眠によって身代わりを引き受けた使用人の女性であり、トモエ自身は赤いダイヤと箱を持って別の場所から逃げていた。また赤いダイヤと箱はトモエが直接盗んだわけでは無く、当時催眠をかけられたルパンが盗み、トモエに渡していた。
第23話にて、年齢を重ねて白髪となった姿で登場。第24話にてルパンによって射殺され、更にマティアにめった刺しにされ、最期は箱をルパンが持ち出した後、遺体を家ごと焼却された。

## ゲストキャラクター
ここでは、本シリーズで1話あるいは数話にのみ登場した登場人物について記述する。

### 第1話・第2話・第7話・第11話・第12話「LupinⅢ vs. Holmes」
フォークナー
声 - 高桑満
レイブンのメンバーでレイブンの隠し財宝に繋がる、「ブラックドローイング」と呼ばれる全く光の当たらない部屋に飾られた映画ポスターの元の持ち主。
アルベールに狙われていたことを受けてスコットランドヤードで保護されていたが、ポスターを奪われたことでレイブンの殺し屋によって爆殺させられる。
エリオット・バッキンガム
声 - 濱野大輝
MI6の部長。レイブンの財宝を狙って暗躍する者の一人。
ホレイショ・クローバー
声 - 岐部公好
レイブンのメンバーで煙草王ハードン脅迫事件の犯人の一人。
10年前、スコットランドヤードに自身の犯罪歴の帳消しと引換えにレイブンの情報を提供する取引きを持ちかけたが、レイブンの殺し屋によって殺害された。
アレックス・ジェンキンソン
声 - 石原辰巳
強引な地上げで知られるデベロッパー。警告を無視してフォークナーの所有する土地を狙ったためにレイブンの殺し屋によって殺害された。

### 第3話「大陸横断鉄道（嘘）の冒険」
マーキス侯爵
声 - 紺野相龍
通称「鉄道侯爵」。大の鉄道マニアで自邸の巨大な敷地をほぼ全て使ってアメリカ大陸横断鉄道のミニチュア（ミニチュアといっても汽車のサイズが、大の大人も屈めば乗車できるほど）を作り出してしまうほど。リバプール・アンド・マンチェスター鉄道の試乗会の乗車券を秘蔵している。
モートン
声 - 玉野井直樹
マーキス侯爵の執事。侯爵を裏切り、秘蔵の乗車券を狙う。
クイーン警視
声 - 仲野裕
ニューヨーク市警警視。
マンフレッド・リー
声 - 阪口周平
フレデリック・ダネイ
声 - 中尾智
クイーン警視の甥。従兄弟同士だが気が合い、二人揃って探偵マニアで美人に弱い。不二子に釣られて侯爵邸のパーティーに紛れ込む。
線路にグルグル巻きにされて轢かれそうになる不二子を救出しに現れるが、同時に不二子が狙っていた乗車券を持って行っており、仕返しとして頬にキスされ口紅の跡を残された。

### 第4話「ダイナーの殺し屋たち」
ウェイトレス
声 - 日笠陽子
オーク・パークにあるダイナー「White Elephant」のウェイトレス。殺し屋たちにも動じず淡々と接客する。だが実際は、店に先回りした不二子が本物の料理人とウェイトレスを緊縛して厨房に監禁した上で、偽のウェイトレスとして変装したものだった。
殺し屋たち
声 - 小林親弘、白熊寛嗣、星野貴紀、藤高智大、伊原正明、菊池通武、奥田寛章、小玉雄大
「White Elephant」に集った8人の殺し屋たち。何者かに依頼されアンドレ・アンダースンを狙う。それぞれ異なる武器を用いる。
アンドレ・アンダースン
声 - 桐本拓哉
「White Elephant」の常連であるスウェーデン人。殆ど毎日夕食を食べに来るという。殺し屋たちの標的。

### 第5話・第6話「帝都は泥棒の夢を見る」
黄金仮面
帝都で盗みを行っていた大泥棒。この話ではルパンが代役を務めている。
この話の舞台は昭和初期の帝都東京を再現した仮想空間であるが、黄金仮面そのものは過去に(本作中で)実在した人物であり、話の最後にて解体中のビルから取れた地面に落ちている壁に、本物の黄金仮面が書いたメッセージが残されている。
本郷義昭
声 - 大塚明夫
日本陸軍少佐。大道寺の部下として行動する。次元に容姿・声が酷似しているが十四年式拳銃を用いる。
黒蜥蜴
声 - 沢城みゆき
昭和初期の帝都東京で暗躍する女盗賊。絡繰り時計を狙う。不二子に容姿・声が酷似している。
波越警部
声 - 山寺宏一
昭和初期の警視庁警部。ルパンの事件と絡繰り時計の警護を担当する。銭形に容姿・声が酷似している。
明智小五郎
声 - 鈴木達央
昭和初期の帝都東京で活躍する私立探偵。黄金仮面の正体をルパンと見破った。瑠璃子の父の依頼で彼女を守る。
重富瑠璃子
声 - 植田佳奈、有川知江（老年期）
重富コンツェルンの令嬢。自ら探検隊を組織し、内蒙古よりトゴン・テムルが作らせたという絡繰り時計を持ち帰った。関西弁で話す。
この話の舞台である仮想空間は、彼女の記憶を元に形成されている。仮想空間から脱出する直前には、仮想空間を作製した時点の姿と思われる、老人となった瑠璃子が登場し、ルパンに語り掛けてきた。
サラントヤ
声 - 佐藤美由希
内蒙古で絡繰り時計を管理していた一族の末裔。瑠璃子に協力し時計と共に来日する。高い身体能力を持ち、瑠璃子の護衛も務める。
大道寺大佐
声 - 宮内敦士
日本陸軍大佐。大道寺機関を率いて重富探検隊を護衛した。絡繰り時計を狙って暗躍する。
ボス
声 - 不明
ルパン達が潜入したとある巨大施設の主任研究者。
潜入したルパンと五ェ門を罠に嵌め、二人を仮想空間に閉じ込めアジトに侵入する為のパスワードを手に入れようと企んだ。だが、それを見抜いたルパンに非常用のダミーナンバーを入力された事で研究施設を爆破させる警告を出されたため、解除パスワードと引き換えに降伏しルパン、五ェ門を解放した。

### 第8話「ラスト・ブレット」
ケニー・ハウエル
声 - 内藤有海
スコットランドの寄宿学校におけるリリーのクラスメイト。リリーに想いを寄せている。リリーの誘拐を阻止しようとしたことからルパン達と関わり合うことになる。
リリーに変装した状態で次元と同行してブラッド・ロークをかく乱し、この時ガンマンという生き方について話を聞いた。
ブラッド・ローク
声 - 石井康嗣
元CIAのヒットパーソンだった暗殺者。次元とは因縁がある。何者かからリリーに関する依頼を請け合う。
ブリュートン
声 - 松田裕市
スコットランドの寄宿学校の教師。

### 第9話「漆黒のダイヤモンド」
老婦人
声 - 伊沢磨紀
海賊王ジークの愛人だったさくらの妹。姉からの贈り物であるこけしを求めてジークの財宝の闇オークション会場に現れた。
足を骨折しており車いすで移動しているということになっているが、実は既に完治しており、アリバイ作りのために骨折したままのフリをしている。
正体は「チェリーブロッサム」と呼ばれる凄腕の探検家であり、闇オークション会場に提供されたジークの財宝は、彼女が提供したものである。こけしを通して「漆黒のダイヤモンド」の場所を見つけてもらうために、ルパンへ招待状を送りオークション会場へ潜入させ、こけしのやり取りを行った。
さくら（老婦人の曽孫）
声 - 本名陽子
老婦人の曽孫。ジークの愛人と同じ名前を持っている。足を骨折している（フリをしている）老婦人に介助役として付き添う。老婦人の正体や自分の名前の由来については何も知らなかった。
ジーク・バルバトス
およそ100年前に大西洋で活躍した海賊王。75年前に仲間の裏切りによってブラジルで処刑されるが、「漆黒のダイヤモンド」を含む莫大な財宝を遺した。
なお、「漆黒のダイヤモンド」とは胡椒の事である。100年前は香辛料が高価な存在であったため、宝箱に入れられ隠されていた。
さくら（老婦人の姉）
ブラジル移民の日本人女性でジークの愛人。ジークの処刑後に身投げするが、その際に財宝へのヒントを遺した。

### 第10話「ダーウィンの鳥」
ミハイル
声 - 上田燿司
不二子に接触してきた謎の男。自らの主人の望みとして大英自然史博物館からの始祖鳥の化石の盗難を依頼した。

### 第15話「祝福の鐘に響けよ、銃声」
ミレーヌ・ルグラン
声 - 佐藤利奈
マルセイユに住む町医者。求められれば分け隔てなく救いの手を差し伸べる心優しい性格。過去に次元と関わりがあったが、現在は貴族のフェルナンと婚約している。
次元ともう一度会うために、結婚相手のメーストル家が持つ「マルセイユの涙」と呼ばれる特別な宝石の画像をわざとネットに流出させ、ルパン一味をおびき寄せた。しかしジャッカルもおびき寄せてしまうトラブルを起こしている。
密かにミレールを護衛する次元を、鏡の反射でバレないように見ることで目的を果たし、結婚式終了後は「マルセイユの涙」をルパンに渡した。
なお、「マルセイユの涙」はその後次元に渡されるが、「俺に"涙"はいらない」という理由で海に投げ捨てられ、海底に沈んでいった。
トモエの教え子であり、ルパンにキーワード「再び幸せが訪れる」を伝える役割を果たした。
フェルナン・メーストル伯爵
声 - 平川大輔
ミレーヌの婚約者である貴族。メーストル家には花嫁に「マルセイユの涙」と呼ばれる特別な宝石を贈る伝統がある。
ジャッカル
声 - 板倉光隆
営利誘拐を専門とする犯罪者。配下達と共に大富豪の身内を誘拐して身代金を要求するが、被害者を返すことは無いという。新たな標的にミレーヌを選ぶ。結婚式中にミレーヌを誘拐しようとするが、次元に花火で音を誤魔化し、参加者の注意を逸らした状態で射殺され、誰にもバレる事がないまま死体は処理された。
セド
声 - 奈良徹
ジャッカルの弟で彼の配下。残忍な性格でナイフを武器とする。

### 第16話「サムライ・コレクション」
ギャビー
声 - 喜多村英梨
ファッションブランド「GJ」を率いるカリスマファッションデザイナー。独創的なデザインで世界的な人気を誇る。ひょんな事から五ェ門を救い、彼を自身のファッションショーのミューズに抜擢する。
実は何をやっても「GJのブランド」として評価される現状によってスランプに陥っている。
最終的に不二子の頼みで服を奪いに来たルパンも巻き込み、あえてファッションショーを滅茶苦茶にすることでスランプを脱した。
トモエの教え子であり、ルパンにキーワード「私の心は燃えている」を伝える役割を果たしている。
ラガーフェルド
声 - てらそままさき
ギャビーのマネジメントなどを担当する男性。ギャビーに振り回されつつもそのフォローをこなす。
バスケ
声 - 田島章寛
チア
声 - 吉野貴大
五ェ門と共にギャビーのショーのミューズに抜擢された男性モデル達。それぞれバスケットボール選手とチアリーダーの格好をしている。

### 第17話「0.1秒に懸けろ」
ワン・リンファ
声 - ゆかな
警備会社「ワンティック・セキュリティーズ」のCEOで元ICPOのチーフエンジニア。独自の人物認証機能などを組み込んだ最新鋭のセキュリティシステム「Lシステム」を開発した。ルパンに強く執着しており、彼に挑戦状を叩きつける。
実はルパンに対し病的な恋愛感情を抱いており、自室はルパンの写真や絵で埋め尽くされている。「Lシステム」というのも、正式名称は「ラブ・ルパン・システム」であるなど、かなり恋愛感情を拗らせている。
通信の妨害などを駆使しルパンを追い詰めるが、自社のCMを放送するトラックが近くを通ったことが仇となり、Lシステムをダウンさせられ敗北した。
トモエの教え子であり、ルパンにキーワード「あなたに私の全てを捧げる」を伝える役割を果たした。ルパンへの恋愛感情もトモエの誘導によるものの可能性が高いが、真相及び現状は不明。

### 第18話・第19話「フェイクが嘘を呼ぶ」
ヘイゼル
声 - 甲斐田裕子
コトルニカ共和国で活躍する新進気鋭の女性議員。二大政党の「栄和党」に所属し、経済発展の為にレアアース採掘の推進を訴えている。学生の頃にルパンと同じようにトモエから教育を受けていたという。ルパンにキーワード「揺るがない魂」を伝えた。
何者かによって暗殺され、たまたま部屋を訪れた銭形が冤罪で捕まってしまうが、後にマティアによる犯行であることが発覚した。
セリム
声 - さかき孝輔
ヘイゼルの同僚。「栄和党」からヘイゼルのサポートを任されている。
実は若くして活躍するヘイゼルのことを妬んでおり、裏で彼女の評判を落とすためのディープフェイクを作成しばら撒いていた。
ルイス
声 - 山口りゅう
ヘイゼルを付け狙うパパラッチ。セリムによって雇われ、ディープフェイクの素材となる写真などを提供していた。

### 第20話「二人の悪女」
アメリア
声 - 潘めぐみ
不二子とは腐れ縁の女泥棒。馴れ馴れしく楽天的な性格で人に取り入ることにかけては天才的だが、立てる作戦はどこか詰めが甘いところがある。
グレイソンによって人身売買を経験しており、強制労働によって仲間が次々と死亡したことでグレイソンを憎んでいる。
泥棒稼業とは関係の無いところで交際し、現在妊娠しており、手を血に染めてはいけないという理由でグレイソンの殺害を止められている。
物語の最後に赤子を無事出産しており、不二子に赤子を見せている。
トモエの教え子であり、ルパンにキーワード「あなたといつまでも一緒」を伝える役割を果たしている。
グレイソン
声 - 遊佐浩二
かつて不二子とアメリアが盗みに入ったIT企業「グレイソン・カンパニー」の社長。裏では非合法なビジネスや投資などに手を染めている。
かつて人身売買を行っていたことがあり、アメリアはその売られた子供の一人である。
最終的に「グレイソン・カンパニー」の財産を狙うルパンによってアジトのシステムを暴走させられ、アジトの爆発に巻き込まれて死亡した。

### 第21話「うたかたの島へようこそ」
ムルー
声 - 宇山玲加
人魚伝説の残る島・ミトンに住む夢見がちな少女。常にスケッチブックを持ち歩いては妄想に耽っている。たまたま事故によって島に足止めされたルパン達を見かけ、彼らを観察しながら妄想を膨らませてゆく。
彼らがルパン一味であることを知らないまま、次元、五ェ門、ルパンによる不二子の取り合いという妄想を繰り広げ、最終的に彼らの狙うお宝である「マーメイドフィッシュ」のいる場所を教える、という条件を付けて自分の妄想を元にした演劇を演じさせる。
演劇が終了した後、マーメイドフィッシュのいる場所は演劇をさせるためのでっちあげであることを伝え謝罪した。
トモエの教え子であり、ルパンにキーワード「真実の愛」を伝える役割を果たしている。
ドン、ダン、ボン
声 - 見上裕昭（ドン）、斉藤志郎（ダン）、吉富英治（ボン）
ミトンに住む老人たち。暇を持て余し日がな釣りに勤しんでいる。

### 第22話「私のママの記録」
フィン・クラーク
声 - 茅野愛衣
間もなく16歳になる行動的な性格の少女。母・マリエルのことと自分の出生について知るために、母の遺した日記を手に自身の生まれたレヴォンランドを訪れる。
マリエル・クラーク
声 - 折笠富美子
フィンの母。15年前に16歳にしてフィンを身ごもり、故国アメリカから遠く離れたレヴォンランドでフィンを産み亡くなる。その直前にトモエから教えを受けており、その時の模様をカセットテープに録音していた。ルパンへのキーワードは託されておらず、この件はトモエのルパンへの計画とは無関係の模様。
ダニエル・シグルドソン
声 - 原康義
極北の国・レヴォンランドに住む老人。フィンや過去にはマリエルをホストとして迎え入れた。
アンナ・シグルドソン
声 - 寺内よりえ
ダニエルの妻。認知症を患っているのかその精神状態は15年前のマリエルが滞在していた頃のまま止まっている。

## 用語
本項目では当シリーズに登場する各用語について説明する。

### 「LupinⅢ vs. Holmes」
レイブン
第二次世界大戦後に現れ、主に冷戦期にかけてイギリスを陰から支配してきたとされる謎の組織。イギリスを揺るがしかねないほどの財宝を隠匿しているという。
その影響力は女王をも凌ぐとされるが、組織は高度に細分化され、一度でも失敗すれば粛清するという徹底ぶりでその秘密を保っている。組織名はワタリガラスに由来する。
実はレイブンは本編開始よりはるか前に上層部が事実上壊滅しており、指揮系統など既に存在していなかったのだが、高度に細分化された弊害として、末端は壊滅の事実を知ることがないままレイブンのためと行動を行っていた。
「イギリスを揺るがしかねないほどの財宝」の正体は大量の不発弾である。レイブンは不発弾を回収、修理して使用可能にし、これを使って脅しを行うことでイギリスを陰から支配してきた。現在は事実上の壊滅によって誰も爆弾の整備を行っていないため元の不発弾に戻っており、金銭的な価値も、兵器としての価値も無い。
ブラックドローイング
フォークナーの所有するビル内にある全く陽の当たらない部屋。この部屋に飾られているとある映画のポスターがレイブンの隠し財宝に繋がる鍵とされていた。
しかし実際にはポスターそのものに意味は無く、ブラックドローイングも財宝とは関係なく、光に反応して爆発する罠が仕掛けられた偽物だったのだが、フォークナー自身がそれを知ることは無かった（そもそもレイブンは本編開始よりはるか前に壊滅しており、ブラックドローイングの正体について誰も教えることができない状態だったのだが、フォークナーはそれを知ることなく無意味にブラックドローイングとポスターを守っていた）。
なおフォークナーは高級なアクセサリーや服装を身に着けている中、一つだけただのガラス玉が嵌め込まれた安物の指輪を付けており、実はそれこそが本当の隠し財宝に繋がる鍵であった。
ベイカーストリート・イレギュラーズ
ホームズに協力するベイカー街の住人達。独自のネットワークを駆使してホームズの捜査に必要な情報を集める。

### 「Witch and Gentleman」
unknown（正式名称不明）
かつて初代ルパンのコレクションの一つであったが、後にトモエによって盗難された赤い宝石。
第13話にてオークションにかけられ、盗もうとしたルパンに対し奇襲をかけたメルセデスに奪われたが、第14話にてメルセデスのアジトに潜入したルパンが取り戻している。現在もルパンが所有している。
箱（正式名称不明）
赤いダイヤと共にトモエに持ち出された手のひらサイズの小さな箱。トモエはこれを「自分とルパンが親子である証」と語っているが、これは催眠にかけるための嘘であり、実際には本物のルパンの母親に関するもの、すなわちルパンのルーツを示すものが入っている。
第23話までトモエがずっと袖の中に隠していたが、第24話にてルパンが奪い返す。燃える屋敷の前でルパンが中身を確認するも、すぐさま燃える屋敷の中へと投げ捨ててしまい、ルパンのルーツは完全に焼失した。
中に何が入っていたのかは、箱の中が映らないように描写されており、ルパン一味の仲間も見ていないため、ルパン本人だけが把握している。
トモエの詩
トモエが教え子の女性達に自らの教えとして伝えていたメッセージ。内容は愛にまつわる花言葉。実はルパンにかけた催眠のトリガーであり、教え子達が一文ずつルパンにメッセージを伝えて全てが揃ったとき催眠が発動する仕組みになっていた。
トモエは「思想は言語によって形成される」という説から、複数の言語を操るルパンには複数の思考が存在するという仮説を立て、複数の言語で催眠のアプローチを行うため、様々な国籍の女性の教育係を務めると同時に、教え子達が催眠にかけるキーワードをルパンに向かって喋るように思考を操作していた。

## スタッフ
|                               | 第0話                      | 第1話 - 第12話             | 第13話 - 第24話            |
| ----------------------------- | -------------------------- | -------------------------- | -------------------------- |
| 原作                          | モンキー・パンチ           | モンキー・パンチ           | モンキー・パンチ           |
| 監督                          | 富沢信雄                   | 菅沼栄治                   | 菅沼栄治                   |
| シリーズ構成                  | -                          | 大倉崇裕                   | 村越繁                     |
| キャラクターデザイン          | 横堀久雄                   | 丸藤広貴                   | 丸藤広貴                   |
| 色彩設計                      | 山上愛子                   | 宮脇裕美                   | 宮脇裕美                   |
| 撮影監督                      | 米屋真一                   | 佐々木明美                 | 佐々木明美                 |
| 編集                          | 吉武将人                   | 吉武将人                   | 吉武将人                   |
| 音響監督                      | 清水洋史                   | 清水洋史                   | 清水洋史                   |
| 音響効果                      | 倉橋裕宗                   | 倉橋裕宗                   | 倉橋裕宗                   |
| 音楽                          | 大野雄二                   | 大野雄二                   | 大野雄二                   |
| プロデューサー                | 野崎康次、塩出正樹         | 野崎康次、塩出正樹         | 野崎康次、塩出正樹         |
| アニメーション プロデューサー | -                          | 徳丸恵一                   | 徳丸恵一                   |
| 制作                          | トムス・エンタテインメント | トムス・エンタテインメント | トムス・エンタテインメント |
| 製作                          | ルパン三世PART6製作委員会  | ルパン三世PART6製作委員会  | ルパン三世PART6製作委員会  |

## 主題曲
「THEME FROM LUPIN III 2021」
メインテーマ。作曲・編曲は大野雄二、演奏はYuji Ohno & Lupintic Six with Friends。
「MILK TEA」
第1クールエンディングテーマ。歌は元FAITHのボーカルであるAkari Dritschler、作詞はBOUNCEBACK、作曲・編曲は大野雄二、演奏はYuji Ohno & Lupintic Six with Friends。
「BITTER RAIN」
第2クールエンディングテーマ。歌は藤原さくら、作詞はBOUNCEBACK、作曲・編曲は大野雄二、演奏はYuji Ohno & Lupintic Six with Friends。
「ルパン三世'80」
第0話のメインテーマ。作曲・編曲は大野雄二、演奏はYOU & THE EXPLOSION BAND。「ルパン三世のテーマ」の『TV第2シリーズ』で使用されたバージョンの1つ。

## 各話リスト
| 話数   | サブタイトル               | 脚本     | 絵コンテ | 演出                | 作画監督                                                                                        | 美術監督        | エピソード ディレクター | 初放送日        |
| ------ | -------------------------- | -------- | -------- | ------------------- | ----------------------------------------------------------------------------------------------- | --------------- | ----------------------- | --------------- |
| 第0話  | EPISODE 0 ―時代―           | 高橋悠也 | 富沢信雄 | 富沢信雄            | 八崎健二 山村俊了                                                                               | 清水哲弘        | -                       | 2021年 10月10日 |
| 第1話  | シャーロック・ホームズ登場 | 大倉崇裕 | 菅沼栄治 | そえたかずひろ      | 丸藤広貴                                                                                        | 松宮由美        | -                       | 10月17日        |
| 第2話  | 探偵と悪党                 | 大倉崇裕 | 矢野博之 | 齊藤啓也            | 丸山修二 湯本佳典 山中純子                                                                      | 備前光一郎      | -                       | 10月24日        |
| 第3話  | 大陸横断鉄道（嘘）の冒険   | 辻真先   | 辻初樹   | 臼井貴彦            | 篠原健二 小川一郎                                                                               | 小倉宏昌 西澤航 | -                       | 10月31日        |
| 第4話  | ダイナーの殺し屋たち       | 押井守   | 長沼範裕 | そえたかずひろ      | 敷島博英                                                                                        | 松宮由美        | -                       | 11月7日         |
| 第5話  | 帝都は泥棒の夢を見る 前篇  | 芦辺拓   | 亀垣一   | 原田奈奈            | 三浦厚也 とみながまり 森七奈 山中純子                                                           | 小倉宏昌 西澤航 | -                       | 11月14日        |
| 第6話  | 帝都は泥棒の夢を見る 後篇  | 芦辺拓   | 辻初樹   | 浅見隆司            | 阿部智之 鈴木美音織                                                                             | 小倉宏昌 西澤航 | -                       | 11月21日        |
| 第7話  | 語られざる事件             | 大倉崇裕 | 許平康   | 許平康              | 湯本佳典 山中純子 丸山修二                                                                      | 備前光一郎      | -                       | 11月28日        |
| 第8話  | ラスト・ブレット           | 樋口明雄 | 鍋島修   | 清水明              | 小林ゆかり Song Hyeonju Lee Yesung Kim Yujin Park Jaeseok Kim Juno                              | 松宮由美        | -                       | 12月5日         |
| 第9話  | 漆黒のダイヤモンド         | 湊かなえ | 千明孝一 | 神崎ユウジ          | Song Hyeonju Lee Yesung Kim Yujin 桜井木ノ実 飯飼一幸 杜伟峰 魏旭龍 陈亮 李良鵬 清水恵蔵        | 李凡善          | -                       | 12月12日        |
| 第10話 | ダーウィンの鳥             | 押井守   | 荒川眞嗣 | そえたかずひろ      | 高木信一郎                                                                                      | 竹田悠介        | -                       | 12月19日        |
| 第11話 | 真実とワタリガラス         | 大倉崇裕 | 矢野博之 | 熨斗谷充孝          | 清水恵蔵 Park Yeonghi Lee Yesung Gang Hyeonguk Kim Yujin Park Jaeseok                           | 松宮由美        | -                       | 12月26日        |
| 第12話 | 英国の亡霊                 | 大倉崇裕 | 小島正幸 | 齊藤啓也            | 山中純子 湯本佳典 丸山修二                                                                      | 小倉宏昌 西澤航 | -                       | 12月26日        |
| 第13話 | 過去からの招待状           | 村越繁   | 矢野博之 | そえたかずひろ      | 湯本佳典 チャ ミョンジュン ク ジャチョン 丸山修二                                               | 柏村明香        | -                       | 2022年 1月9日   |
| 第14話 | 蜃気楼の女たち             | 村越繁   | 辻初樹   | 杉本研太郎          | 山中純子 山村俊了 丸山修二                                                                      | 柏村明香        | -                       | 1月16日         |
| 第15話 | 祝福の鐘に響けよ、銃声     | 金田一明 | 千明孝一 | 浅見隆司            | 阿部智之 鈴木美音織                                                                             | 小倉宏昌 西澤航 | 千明孝一                | 1月23日         |
| 第16話 | サムライ・コレクション     | 篠塚智子 | 坂田純一 | 浅見隆司            | 清水恵蔵 桜井木ノ実 飯飼一幸 陈亮 杜伟峰 Lee Yeseung Park Songhwa                               | Tram Anh Nguyen | 千明孝一                | 1月30日         |
| 第17話 | 0.1秒に懸けろ              | 金田一明 | 坂田純一 | 殿勝秀樹            | 高木信一郎                                                                                      | 小倉宏昌 西澤航 | 千明孝一                | 2月6日          |
| 第18話 | フェイクが嘘を呼ぶ 前篇    | 村越繁   | 辻初樹   | 辻初樹              | 八崎健二 チャ ミョンジュン ク ジャチョン                                                        | 柏村明香        | 辻初樹                  | 2月6日          |
| 第19話 | フェイクが嘘を呼ぶ 後篇    | 村越繁   | 辻初樹   | 粟井重紀 小美野雅彦 | 小美野雅彦 Lee Seong-jin 楠田悟 Kim Jeong-suk Shin Eun-a                                        | 柏村明香        | 辻初樹                  | 2月20日         |
| 第20話 | 二人の悪女                 | 下亜友美 | 坂田純一 | 前園文夫            | 華房泰堂 武口憲司                                                                               | 松宮由美        | 千明孝一                | 2月27日         |
| 第21話 | うたかたの島へようこそ     | 篠塚智子 | 千明孝一 | 江上潔              | Park Songhwa Choi Yunhi Kim Ranyung Han Enmi Park Yenghi 桜井木ノ実 飯飼一幸 杜伟峰 魏旭龍 陈亮 | 李凡善          | 千明孝一                | 3月6日          |
| 第22話 | 私のママの記録             | 千明孝一 | 千明孝一 | 千明孝一            | 山中純子                                                                                        | 李凡善          | 千明孝一                | 3月13日         |
| 第23話 | 愛しの魔女の記憶           | 村越繁   | 菅沼栄治 | 殿勝秀樹            | 湯本佳典 丸山修二 チャ ミョンジュン ク ジャチョン                                               | 柏村明香        | -                       | 3月20日         |
| 第24話 | 悪党が愛すもの             | 村越繁   | 菅沼栄治 | そえたかずひろ      | 丸藤広貴 高木信一郎 八崎健二                                                                    | 柏村明香        | -                       | 3月27日         |

## 放送局
テレビシリーズでは『PARTIII』以来となる日本テレビ系列全局での放送となったが（クロスネット局を含む）、ローカルセールス枠での放送のため、放送時間は以下の通り各放送局で異なっていた。
| 放送期間                                      | 放送時間                                                  | 放送局             | 対象地域       | 備考                            |
| --------------------------------------------- | --------------------------------------------------------- | ------------------ | -------------- | ------------------------------- |
| 2021年10月10日 - 2022年3月27日                | 日曜 0:55 - 1:25（土曜深夜）                              | 日本テレビ         | 関東広域圏     | 製作参加 / 字幕放送             |
|                                               |                                                           | 青森放送           | 青森県         | 字幕放送                        |
|                                               |                                                           | テレビ岩手         | 岩手県         | 字幕放送                        |
|                                               |                                                           | 山形放送           | 山形県         | 字幕放送                        |
|                                               |                                                           | 南海放送           | 愛媛県         | 字幕放送                        |
|                                               | 日曜 1:50 - 2:20（土曜深夜）                              | 山口放送           | 山口県         | 字幕放送                        |
|                                               | 日曜 1:52 - 2:22（土曜深夜）                              | 四国放送           | 徳島県         | 字幕放送                        |
|                                               | 日曜 1:55 - 2:25（土曜深夜）                              | 静岡第一テレビ     | 静岡県         |                                 |
| 2021年10月10日 - 2022年1月8日 - 2022年3月27日 | 日曜 0:55 - 1:25（土曜深夜） 日曜 1:50 - 2:20（土曜深夜） | テレビ宮崎         | 宮崎県         | 字幕放送 /                      |
| 2021年10月11日 -                              | 月曜 1:25 - 1:55（日曜深夜）                              | テレビ大分         | 大分県         | 字幕放送                        |
|                                               | 月曜 1:55 - 2:25（日曜深夜）                              | 西日本放送         | 香川県・岡山県 |                                 |
| 2021年10月12日 -                              | 火曜 1:59 - 2:29（月曜深夜）                              | 福岡放送           | 福岡県         |                                 |
|                                               | 火曜 2:05 - 2:35（月曜深夜）                              | 日本海テレビ       | 鳥取県・島根県 | 字幕放送                        |
| 2021年10月13日 -                              | 水曜 1:29 - 1:59（火曜深夜）                              | 長崎国際テレビ     | 長崎県         |                                 |
|                                               | 水曜 1:54 - 2:24（火曜深夜）                              | 中京テレビ         | 中京広域圏     |                                 |
| 2021年10月14日 -                              | 木曜 1:34 - 2:04（水曜深夜）                              | 鹿児島読売テレビ   | 鹿児島県       | 字幕放送                        |
|                                               | 木曜 1:54 - 2:24（水曜深夜）                              | 北日本放送         | 富山県         | 字幕放送                        |
|                                               | 木曜 1:59 - 2:29（水曜深夜）                              | 札幌テレビ         | 北海道         | 字幕放送                        |
| 2021年10月15日 -                              | 金曜 0:59 - 1:29（木曜深夜）                              | くまもと県民テレビ | 熊本県         | 字幕放送                        |
|                                               | 金曜 1:24 - 1:54（木曜深夜）                              | 秋田放送           | 秋田県         | 字幕放送                        |
|                                               | 金曜 1:34 - 2:04（木曜深夜）                              | テレビ金沢         | 石川県         | 字幕放送                        |
|                                               | 金曜 1:44 - 2:14（木曜深夜）                              | テレビ新潟         | 新潟県         |                                 |
|                                               |                                                           | テレビ信州         | 長野県         | 字幕放送                        |
|                                               | 金曜 1:54 - 2:24（木曜深夜）                              | 高知放送           | 高知県         |                                 |
| 2021年10月16日 -                              | 土曜 0:30 - 1:00（金曜深夜）                              | 福井放送           | 福井県         | 字幕放送                        |
|                                               | 土曜 1:28 - 1:58（金曜深夜）                              | 読売テレビ         | 近畿広域圏     | 『金曜日はシンデレラ』枠        |
|                                               | 土曜 1:56 - 2:26（金曜深夜）                              | 福島中央テレビ     | 福島県         | 字幕放送                        |
|                                               | 土曜 2:29 - 2:59（金曜深夜）                              | ミヤギテレビ       | 宮城県         |                                 |
| 2021年10月17日 -                              | 日曜 1:10 - 1:40（土曜深夜）                              | 山梨放送           | 山梨県         | 字幕放送                        |
|                                               | 日曜 1:25 - 1:55（土曜深夜）                              | 広島テレビ         | 広島県         | 字幕放送                        |
| 2021年10月18日 - 2022年3月21日 2022年3月28日  | 月曜 23:30 - 火曜 0:00 月曜 23:00 - 火曜 0:00             | BS日テレ           | 日本全域       | BS放送 / 『アニメにむちゅ〜』枠 |

| 配信開始日     | 配信時間                          | 配信サイト |
| -------------- | --------------------------------- | --- |
| 2021年10月10日 | 日曜 1:30（土曜深夜）以降順次更新 | ABEMA アニメ放題 Amazon Prime Video auスマートパスプレミアム FOD GYAO! GYAO!ストア クランクイン!ビデオ ニコニコ動画 J:COMオンデマンド TSUTAYA TV dアニメストア dTV DMM.com TELASA Netflix HAPPY!動画 バンダイチャンネル ひかりTV ビデオマーケット Hulu ふらっと動画 music.jp みるプラス U-NEXT |
| 2021年10月24日 | 日曜 1:00 - 1:30（土曜深夜）      | ニコニコ生放送 |

## BD / DVD
| 巻 | 発売日        | 収録話          | 規格品番   | 規格品番   |
| 巻 | 発売日        | 収録話          | BD         | DVD        |
| -- | ------------- | --------------- | ---------- | ---------- |
| 1  | 2022年2月23日 | 第0話 - 第12話  | VPXY-71877 | VPBY-14132 |
| 2  | 2022年6月22日 | 第13話 - 第24話 | VPXY-71878 | VPBY-14133 |